# Коротківка
Коротківка — село, Орданівська сільська рада, Диканський район, Полтавська область, Україна.
Село ліквідоване після 1979 року, але до 1987 року.

## Географія
Село Коротківка розташоване на лівому березі річки Велика Говтва, за 1,5 км від села Горбатівка. Селом протікає струмок, що пересихає, із загатою.